# Décès en 1444
Décès
- 1440
- 1441
- 1442
- 1443
- 1444
- 1445
- 1446
- 1447
- 1448

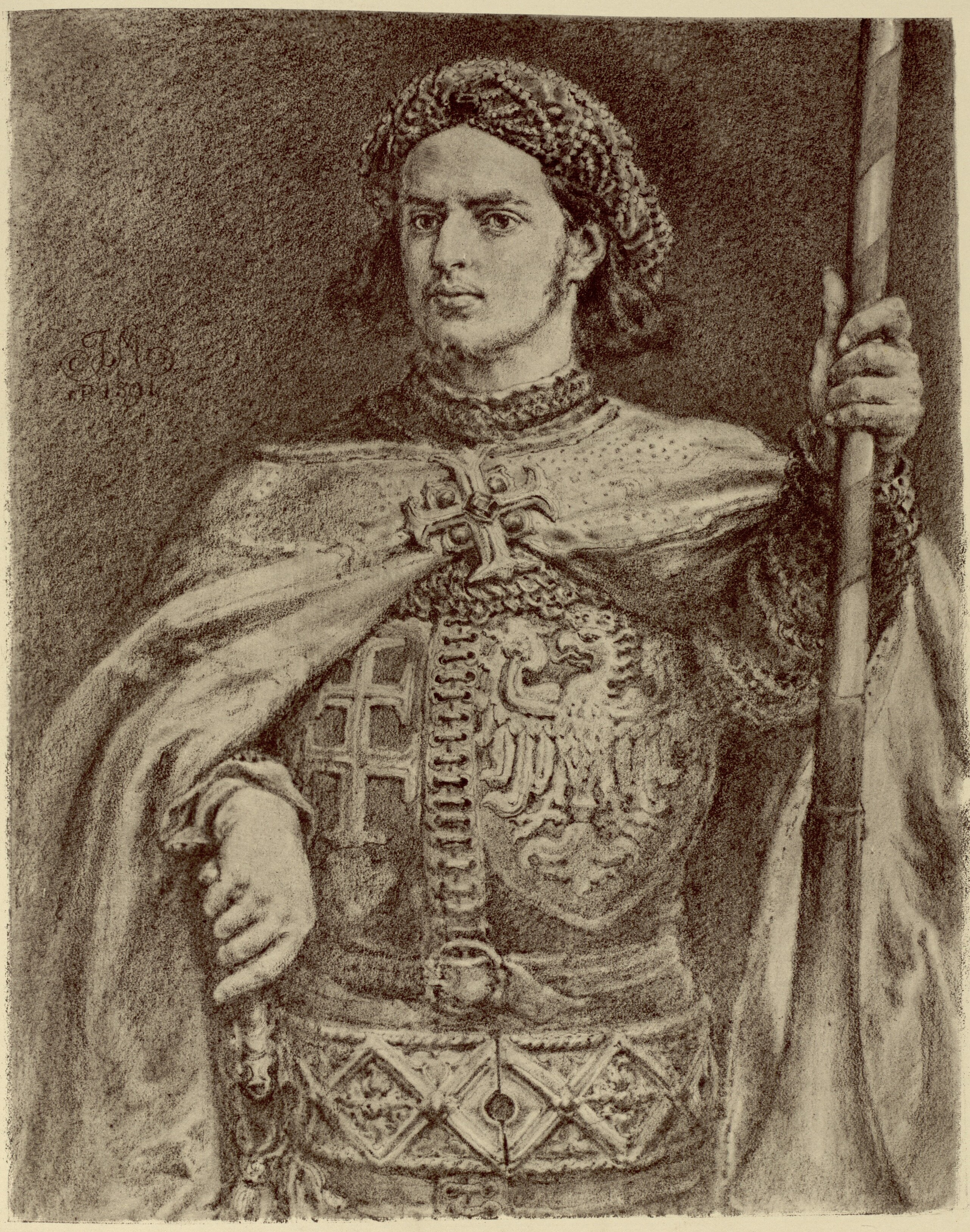
Ladislas III Jagellon, mort en 1444.

Cette page dresse une liste de personnalités mortes au cours de l'année 1444 :
- 11 février : Amédée de Talaru, pseudo-cardinal français.
- 20 février : Guillaume Saignet, homme politique et écrivain franco-provençal.
- 7 mars : François de Meez, ou de Metz, anti-cardinal français, membre de l'ordre des bénédictins.
- 9 mars : Leonardo Bruni, chancelier florentin, philosophe, humaniste, historien et traducteur italien.
- 23 mars : Guillaume de Champeaux, évêque de Laon, administrateur perpétuel de Nîmes et d'Uzès.
- 4 avril : Regnault de Chartres, archevêque-duc de Reims, pair sous Charles VI, chancelier de France et cardinal sous Charles VII.
- 6 avril : Jean Capréolus, dominicain qui élabore la doctrine de la « restriction mentale »[1].
- 26 avril[2] : Robert Campin dit Maître de Flemalle, peintre flamand.
- 30 avril : Jacques de Dinan, chevalier banneret, seigneur de Beaumanoir, de Montafilant, et du Bodister, capitaine de Josselin, gouverneur des ville et Château de Sablé, grand bouteiller de France, Chambellan de Bretagne.
- 20 mai : Bernardin de Sienne, orateur franciscain.
- 21 mai : Bertrand de Dinan, maréchal de Bretagne, seigneur de Châteaubriant et de Beaumanoir.
- 28 mai : Wildhans von Breitenlandenberg, défenseur de la ville de Greifensee en 1444 lors de l'Ancienne  guerre de Zurich.
- 2 juin : Aleksander Mazowiecki, pseudo-cardinal polonais.
- 23 juin : Marc d'Éphèse, archevêque d'Éphèse connu pour sa défense farouche de l'orthodoxie au concile de Florence (1438-1439) face à l'empereur byzantin Jean VIII Paléologue et au pape de Rome Eugène IV.
- 8 juillet : Pier Paolo Vergerio l'Ancien, humaniste et pédagogue italien.
- 17 juillet : Robert Jollivet, bénédictin Normand, trente-et-unième abbé du Mont Saint-Michel.
- 22 juillet : Oddantonio II de Montefeltro, duc d'Urbino et comte de Montefeltro.
- 29 juillet : Gilles de Duremort, évêque de Coutances.
- 5 septembre : Conrad VIII d'Oleśnica dit le Jeune, duc d'Oleśnica, Koźle, de la moitié de Bytom et de Ścinawa.
- 12 septembre : Angelotto Fosco, cardinal italien.
- 14 septembre : Pierre de l'Hôpital, Président au Parlement des Grands Jours de Bretagne, Juge universel de Bretagne, Procureur général en Bretagne et Sénéchal de Rennes.
- 23 septembre : Jean-François de Mantoue, cinquième capitaine du peuple (capitano del Popolo) de la ville de Mantoue (région de Lombardie en Italie).
- 10 novembre : 
  - Giuliano Cesarini, cardinal italien.
  - Ladislas III Jagellon, roi de Pologne et roi de Hongrie sous le nom de Vladislas Ier de Hongrie.
- 25 novembre : Martin Gouges, dit Martin de Charpaigne, évêque de Luçon, de Chartres, puis de Clermont, Lieutenant général des finances, Conseiller général à la Cour des aides, Chancelier et conseiller du duc de Berry puis Chancelier de France.

- Jean Beaufort, noble anglais et commandant militaire.
- Shimon ben Tsemah Duran, autorité rabbinique.
- Jeanne II d'Albret, duchesse de Bretagne.
- Henriette d'Orbe-Montfaucon, ou Henriette de Montbéliard, comtesse de Montbéliard.
- Hugues de Bade-Sausenberg, margrave de Bade-Hachberg-Sausenberg.
- Isabelle de Bretagne, comtesse consort de Laval, baronne consort de Vitré et vicomtesse consort de Rennes.
- Louis de Culant, amiral de France.
- Simon de Torcenay, moine bénédictin français.
- Scolaio di Giovanni, dit Maestro di Borgo alla Collina, peintre italien de Florence.
- Niccolò Piccinino, condottiere italien.
- Shō Chū, souverain du royaume de Ryūkyū.

## Crédit d'auteurs
- Cet article est partiellement ou en totalité issu de l'article intitulé « 1444 » (voir la liste des auteurs).